# Белая башня (Лондон)
Белая башня (англ. White Tower) — центральная башня лондонского Тауэра. Построена Вильгельмом Завоевателем.

## История

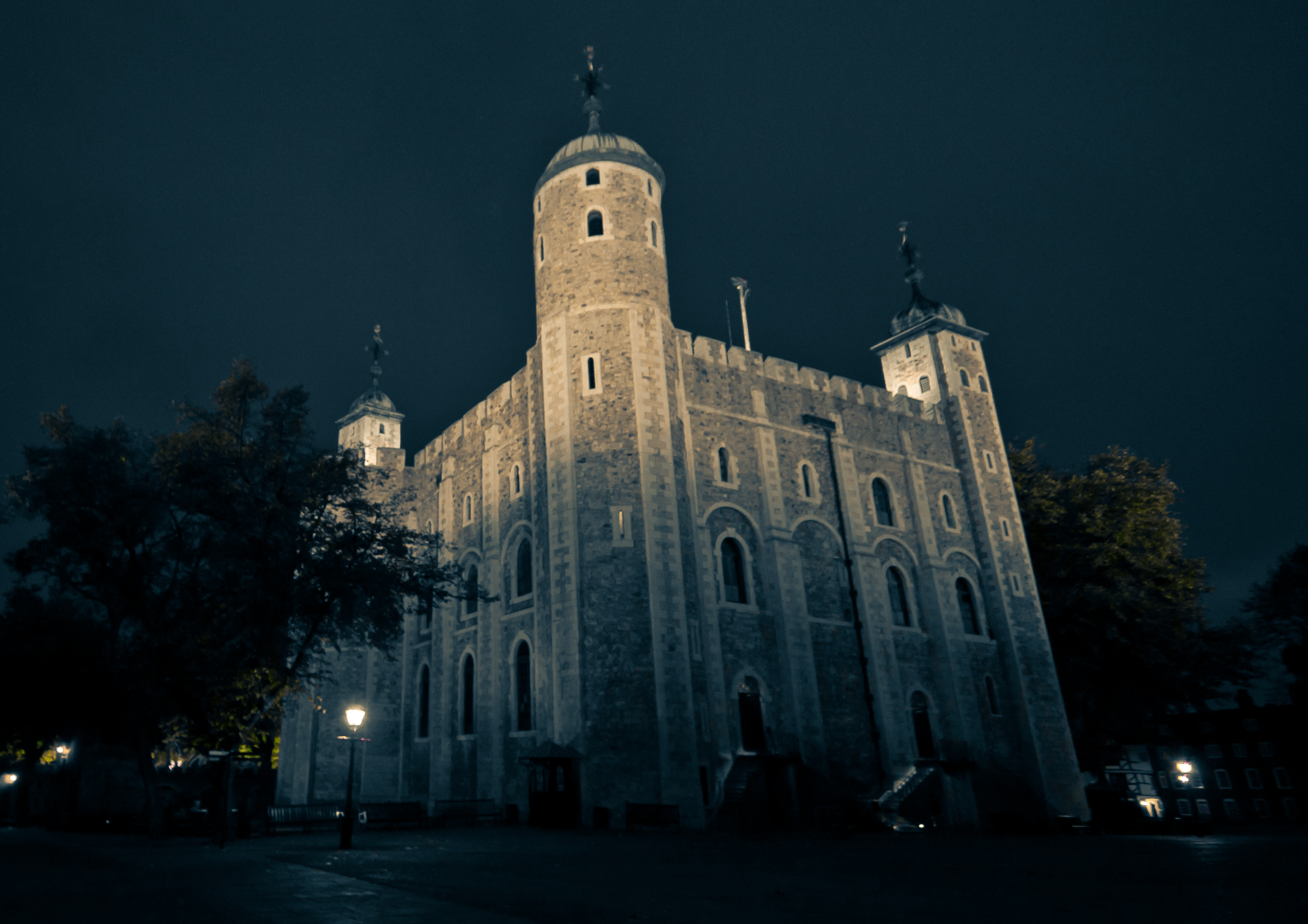
Белая башня ночью

Крепость, позже ставшая известной как лондонский Тауэр, была заложена Вильгельмом Завоевателем в 1066 году. Она исполняла роль фортификационного сооружения. В следующем десятилетии было начато строительство Белой башни. Точная дата его начала неизвестна, но традиционно считается, что башня была заложена в 1078 году. В пользу этого мнения говорит то, что Рочестерский текст, манускрипт XII века, упоминает, что строительство башни проходило под руководством епископа Гандальфа Рочестерского (бывшего достаточно известным архитектором и построившего, в частности, собор и крепость в Рочестере), которому передавал приказы сам Вильгельм Завоеватель. По данным дендрохронологических исследований, возведение Белой башни началось где-то между 1075 и 1079 годом. Кроме того, исследование здания башни показало, что, скорее всего, по неизвестным причинам в строительстве был перерыв с 1080 по 1090—1093 год.
Белая башня была очень значима для Лондона и Англии; она была одним из самых больших зданий в христианских странах того времени. Она служила как для военных (главным образом, оборонительных) целей, так и как жилое здание для короля и его придворных; также в ней находилась тюрьма. Строительство башни было завершено самое позднее к 1100 году, и в том же году она стала местом заточения Ранульфа Фламбарда, епископа Даремского.
Примерно в период правления Генриха II (1154—1189) к южной стене Белой башни в целях обеспечения дополнительной защиты ворот была добавлена пристройка, но она до наших дней не сохранилась.
Генрих III в 1220-х—1230-х годах также усилил оборону Белой башни и всего Тауэра. Он расширил Тауэр в северном и восточном направлениях и построил новую каменную стену. Верх стен Белой башни был обшит лесом. Также именно в период правления Генриха III зародилась традиция побелки башенных стен: в марте 1240 года он приказал выбелить стены Великой башни (англ. Great Tower, так тогда называлась Белая башня) снаружи и изнутри. Причина побелки тауэрского донжона неизвестна, но, возможно, на решение Генриха повлияла европейская мода красить имеющие наибольшее значение городские здания. Генрих улучшил и интерьер башни, перенеся в неё новые картины и статуи.

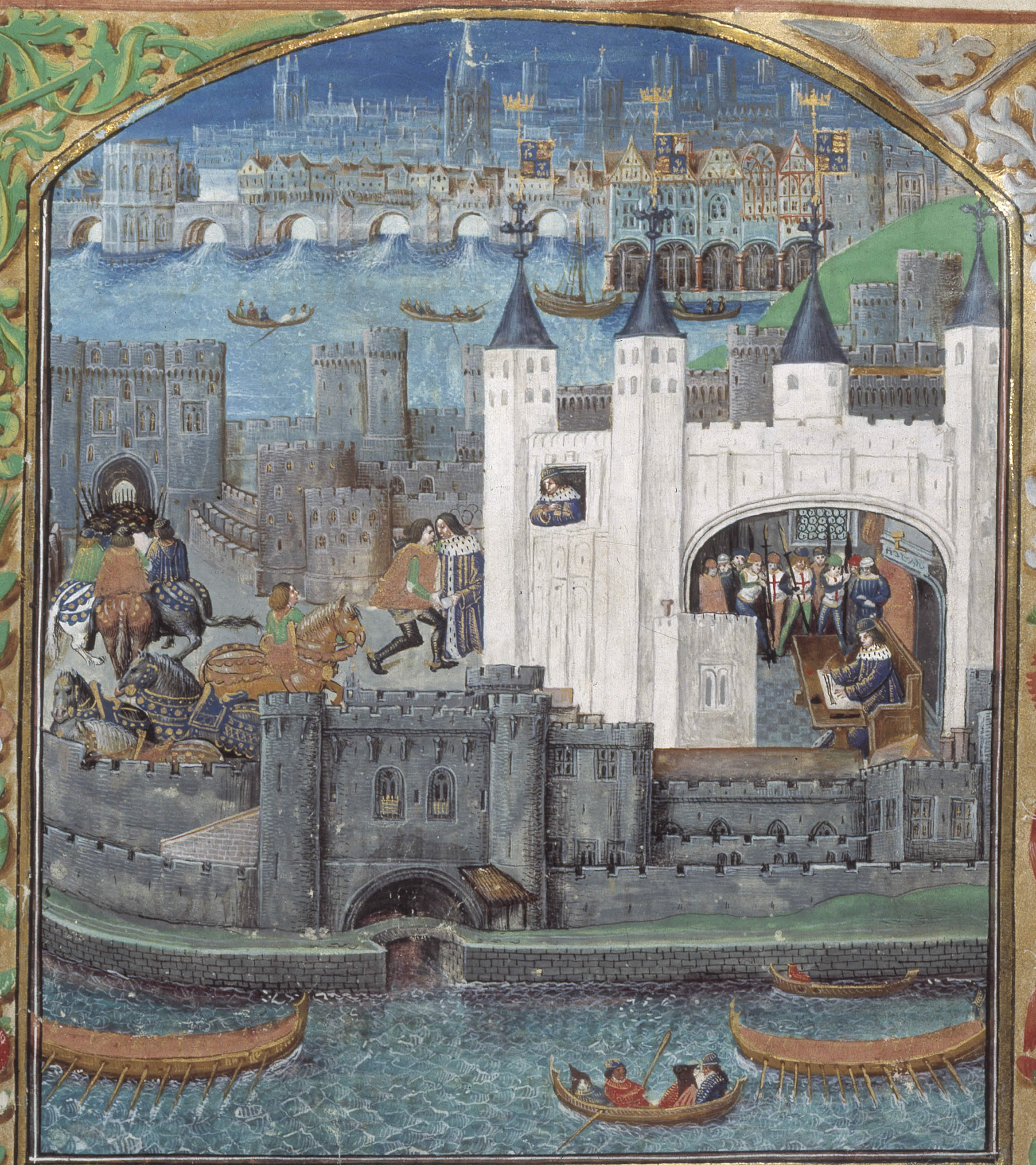
Тауэр в XV веке. Из манускрипта Карла, герцога Орлеанского, бывшего узника крепости

К первой половине XIV века роль Тауэра как королевской резиденции стала уменьшаться. В 1320-е годы Белая башня использовалась как склад.
При Эдуарде III в Белую башню в 1360 году был на некоторое время заточён французский король Иоанн II Добрый. Возможно, также в правление Эдуарда к Белой башне был пристроен склад с южной стороны. До наших дней он не сохранился, но он отмечен на планах Тауэра 1597 и 1717 годов.
Традиционно считается, что именно в Белую башню был заточён Ричард II и что там он отрёкся от престола (в 1399 году).
В 1490-е годы был надстроен новый этаж башни. Он виден на миниатюре в сборнике стихов Карла, герцога Орлеанского (список примерно 1500 года), а также отмечен на плане 1597 года. В 1674 году он был разрушен. 17 июня того же года в процессе снесения этажа под лестницей были обнаружены кости двух детей, принятые за останки Эдуарда V и Ричарда Йоркского и погребённые в Вестминстерском аббатстве. Эдуарда V и его брата, также известных как Принцы в Тауэре, заточённых в башню по приказу своего дяди графа Глостера, позже Ричарда III, видели в последний раз живыми в июне 1483 года, а затем они бесследно исчезли; считается, что они были убиты в заключении.